# 太醫局
太醫局為中國古代的醫療機構。

太醫局在秦朝、漢朝時歸於少府所管轄，至晉朝時屬於宗正所管，而八王之亂後，晉政府南遷，太醫局則轉為由門下省統領，到了北齊時又於太常之下。

最後在唐太宗在位時期設立了二十四衙門—十二監、八局、四司，太醫局屬於八局之一。

設有令、丞各二人，史四人，主藥八人，藥童二十四人，醫監四人，醫正八人，藥園師二人，藥園生八人，掌固四人。

宋朝太醫局始於北宋淳化3年，立於隋唐太醫署的基礎上而創設，於慶曆4年開始招收學生並傳授醫學知識，到了嘉佑5年損益古制後定員120名，元豐改制後增額至300名
神宗熙寧九年，太醫局設提舉、判局加強對其管理，又科置教授加強教學工作。

太醫局之中，太醫令掌管了各種藥物治療的方法，丞則是屬於實作部門；丞其下掌管有4個部門:醫師、針師、按摩師、呪禁師。

4個部門皆有博士進行教學，而任用人才使用國子監之法，醫正以及醫工每治療一個病患就會留下紀錄，以痊癒了多少人作為考績標準。

另外也有藥園師種植草藥採收作為藥材的原料。

遼代也設有太醫局，但其主要是管理醫療政務，功能上與宋代太醫局以教育為主有所區別。